# Suntory
Suntory Limited (サントリー株式会社 Santorī Kabushiki-gaisha?) es una cervecería y destilería japonesa. Fundada en 1899, es una de las compañías de distribución de bebidas alcohólicas más antiguas en existencia. La empresa se ha diversificado, incursando en otros campos como el de bebidas sin alcohol y vinos. Las oficinas principales de Suntory se encuentran ubicadas en Dojimahama, Kita (Osaka).

## Comienzos

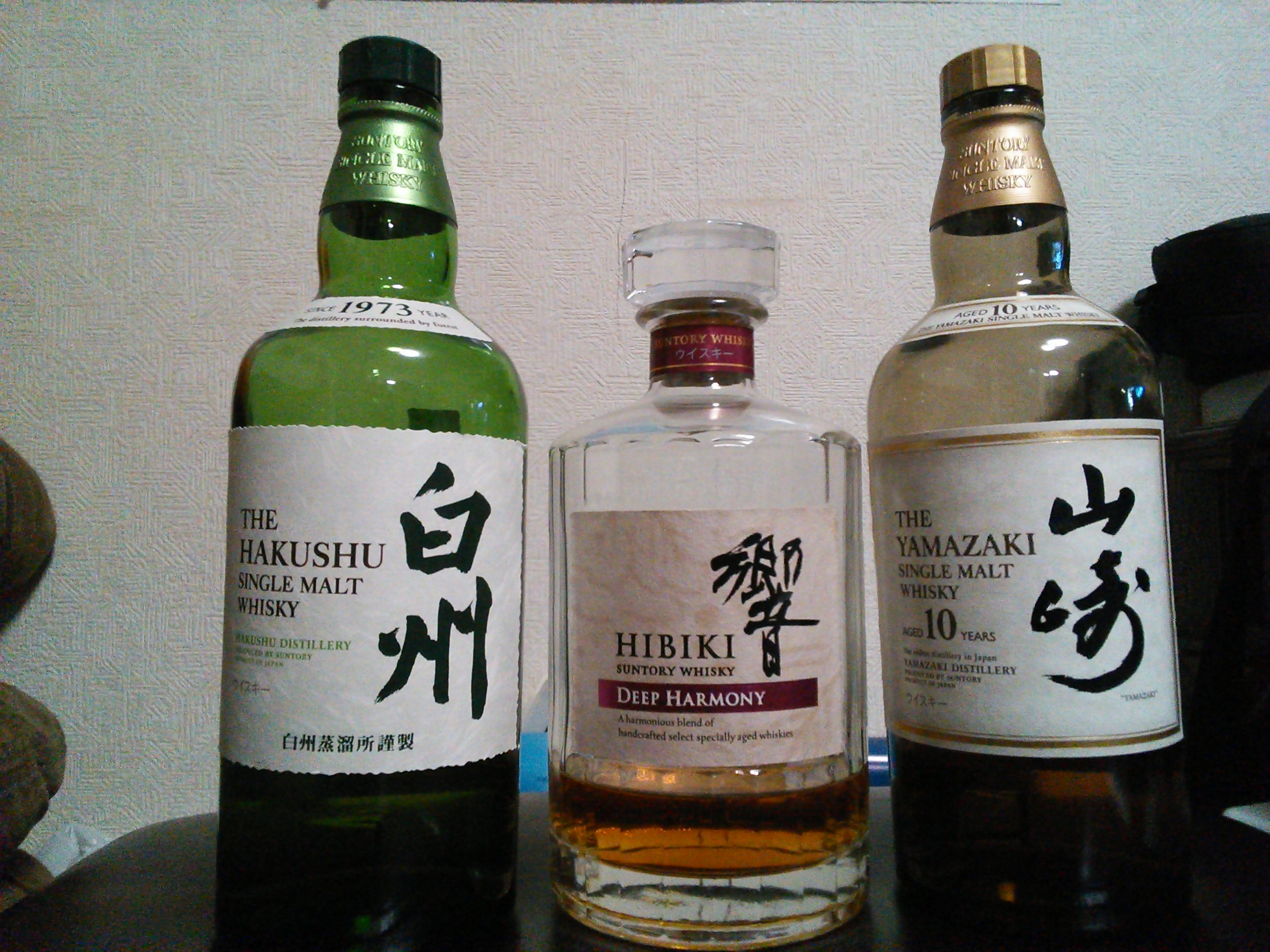
Yamazaki, Hakushu, Hibiki, whiskies japoneses de la firma Suntory.

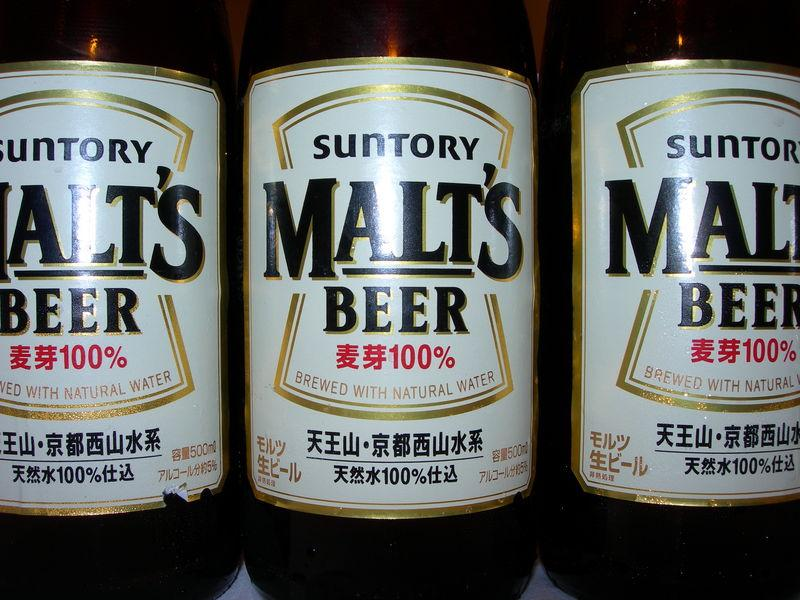
Cerveza de malta de la firma Suntory.

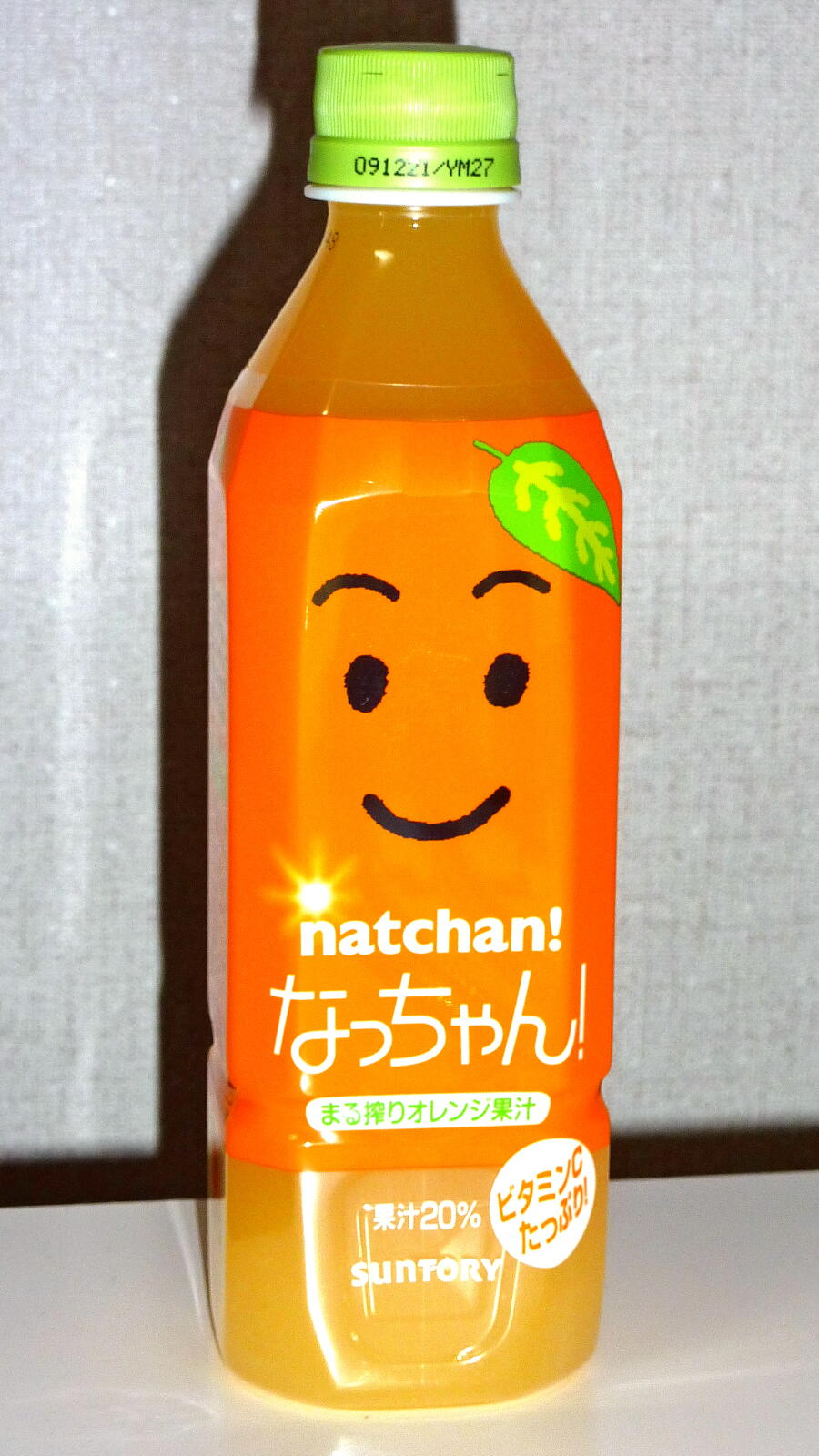
Refresco de zumo de naranja de la firma Suntory.

Suntory empezó como una tienda llamada Torii Shoten, propiedad de Sinjiro Torii en Osaka, el 1 de febrero de 1899 como tienda de venta de vinos importados. En 1907, la tienda comienza a vender un vino tinto dulce llamado Akadama Port Wine. 
La tienda fue transformada en la empresa Kotobukiya en 1921, para seguir expandiendo sus negocios. En 1924, la primera destilería de Japón -Destilería Yamazaki- comienza a producir whisky de malta. Cinco años después se vende por primera vez en Japón el whiskey Suntory Whiskey Shirofuda (White Label) siendo el primer whisky de producción nacional japonesa.
Durante la Segunda Guerra Mundial, Kotobukiya se ve forzada a detener el desarrollo de nuevos productos. En 1961 lanza su primera campaña comercial, recordada por su eslogan Beba este whisky y vaya a Hawái. En las condiciones histórico-sociales del país un viaje al exterior era considerado una oportunidad única en la vida. En 1963 la empresa cambia el nombre a Suntory, usando el nombre de su famoso producto. El mismo año, la fábrica Musashino Beer comienza a producir la cerveza Suntory. En 1997, la compañía se convirtió en la única con licencia, embotellamiento y distribución de los productos Pepsi.
En 2009, Suntory compró el grupo Orangina Schweppes, propietario de las marcas Orangina, Trina y La Casera en España, o la tónica Schweppes en la mayoría de los mercados de la Unión Europea.

## Joint Ventures
Desde principios de la década de 1990, Suntory ha colaborado generosamente con la empresa de biotecnología Melbourne (antes conocida como Calgene Pacific Ltd en el desarrollo y patentado de métodos de ingeniería genética para producir la primera rosa azul, un sinónimo en la cultura japonesa de lo imposible.
En 1991, con la ayuda de Suntory, Calgene Pacific compra a su principal competidor, la holandesa Florigene, dándole oficinas en el epicentro floricultor de Europa. Calgene Pacific se convirtió en Florigene Ltd en 1994 para capitalizar el estatus de la marca de Holanda. Desde entonces ha desarrollado distintos tipos de flores genéticamente modificadas con distintos azules, incluyendo otras modificaciones como una mayor longevidad después de cortada la flor. La empresa exporta a América y Eurasia.
En 2003, Suntory obtiene el 98,5% de propiedad del holding en Florigene. Desde 1999, Florigene es también una subsidiaria del gigante de químicos agropecuarios Nufarm Limited.
En 2004, Suntory y científicos de Florigene anunciaron el desarrollo de la primera rosa azul verdadera. Se espera que sea comercializada en los próximos años.
En octubre de 2012, Suntory firmó un acuerdo con PepsiCo para establecer una joint venture en Vietnam con el fin de trabajar conjuntamente sus productos. 

## Suntory en los medios
Suntory fue la primera compañía en usar extranjeros para promocionar su producto. A finales de los años 1970, Akira Kurosawa dirigió una serie de comerciales televisivos con actores estadounidenses que actuaban en la producción de Kagemusha. Uno de estos comerciales, con Francis Ford Coppola inspiró la película de Sofia Coppola Lost in Translation. En una de las escenas iniciales, Bill Murray sostiene una botella de la marca y la publicita mientras mira a cámara. 
Suntory mantiene dos museos, el Museo de Arte Suntory en Tokio y el Museo Tempozan Suntory, en Osaka, junto con otras actividades culturales en Japón.